# Arcidiocesi di Maputo
L'arcidiocesi di Maputo (in latino Archidioecesis Maputensis) è una sede metropolitana della Chiesa cattolica in Mozambico. Nel 2021 contava 1.482.700 battezzati su 3.685.435 abitanti. È retta dall'arcivescovo João Carlos Hatoa Nunes.

## Territorio
L'arcidiocesi comprende la città di Maputo e la provincia omonima nell'estremo sud del Mozambico.
Sede arcivescovile è la città di Maputo, dove si trova la cattedrale dell'Immacolata Concezione.
Il territorio è suddiviso in 46 parrocchie.

## Storia
L'amministrazione apostolica del Mozambico fu eretta 21 gennaio 1612 con il breve In supereminenti di papa Paolo V, ricavandone il territorio dall'arcidiocesi di Goa (oggi arcidiocesi di Goa e Damão).
Nel 1783 l'amministrazione apostolica fu elevata a prelatura territoriale.
L'8 giugno 1818 cedette una porzione del suo territorio a vantaggio dell'erezione del vicariato apostolico del Capo di Buona Speranza e dei territori adiacenti, da cui in seguito trassero origine la diocesi di Port-Louis e l'arcidiocesi di Città del Capo.
Il 4 settembre 1940 in forza della bolla Sollemnibus Conventionibus di papa Pio XII ha ceduto altre porzioni del suo territorio a vantaggio dell'erezione delle diocesi di Beira e di Nampula (oggi entrambe arcidiocesi) e nel contempo è stata elevata al rango di arcidiocesi metropolitana, assumendo il nome di arcidiocesi di Lourenço Marques.
Il 3 agosto 1962 e il 19 giugno 1970 ha ceduto ulteriori porzioni del suo territorio a vantaggio dell'erezione rispettivamente delle diocesi di Inhambane e di João Belo (oggi diocesi di Xai-Xai).
Il 18 settembre 1976 per effetto del decreto Cum Excellentissimus della Congregazione per l'evangelizzazione dei popoli ha assunto il nome attuale a seguito del cambio di nome della città sede dell'arcidiocesi.

## Cronotassi dei vescovi
Si omettono i periodi di sede vacante non superiori ai 2 anni o non storicamente accertati.
- Maria José a Santo Tomas, O.P. † (18 luglio 1783 - 18 luglio 1801 deceduto)
  - Sede vacante (1801-1805)
- Vasco José a Domina Nostra de Bona Morte Lobo, C.R.S.A. † (26 giugno 1805 - 17 dicembre 1811 dimesso)
- Joaquim de Nossa Senhora de Nazareth Oliveira e Abreu, O.F.M. † (17 dicembre 1811 - 23 agosto 1819 nominato vescovo di São Luís do Maranhão)
- Bartholomeu de Martyribus Maya, O.C.D. † (10 novembre 1819 - 1828 deceduto)
  - Sede vacante (1828-1883)
- António Tomás da Silva Leitão e Castro † (30 gennaio 1883 - 27 marzo 1884 nominato vescovo di Angola e Congo)
- Enrico Giuseppe Reed da Silva † (27 marzo 1884 - 14 marzo 1887 nominato vescovo di São Tomé di Meliapore)
  - Sede vacante (1887-1891)
- António José de Souza Barroso † (1º giugno 1891 - 15 settembre 1897 nominato vescovo di São Tomé di Meliapore)
- Sebastião José Pereira † (7 novembre 1897 - 17 luglio 1900 nominato arcivescovo di Goa e Damão)
- António Moutinho † (18 agosto 1901 - 14 novembre 1904 nominato vescovo di Santiago di Capo Verde)
- Francisco Ferreira da Silva † (14 novembre 1904 - 8 maggio 1920 deceduto)
- Joaquim Rafael Maria d'Assunçâo Pitinho † (16 dicembre 1920 - 15 novembre 1935 nominato vescovo di Santiago di Capo Verde)
- Teodósio Clemente de Gouveia † (18 maggio 1936 - 6 febbraio 1962 deceduto)
- Custódio Alvim Pereira † (3 agosto 1962 - 26 agosto 1974 dimesso)
- Alexandre José Maria dos Santos, O.F.M. † (23 dicembre 1974 - 22 febbraio 2003 ritirato)
- Francisco Chimoio, O.F.M.Cap. (22 febbraio 2003 - 5 maggio 2023 ritirato)
- João Carlos Hatoa Nunes, succeduto il 5 maggio 2023

## Statistiche
L'arcidiocesi nel 2021 su una popolazione di 3.685.435 persone contava 1.482.700 battezzati, corrispondenti al 40,2% del totale.
| anno | popolazione | popolazione | popolazione | presbiteri | presbiteri | presbiteri | presbiteri                | diaconi | religiosi | religiosi | parrocchie |
| anno | battezzati  | totale      | %           | numero     | secolari   | regolari   | battezzati per presbitero | diaconi | uomini    | donne     | parrocchie |
| ---- | ----------- | ----------- | ----------- | ---------- | ---------- | ---------- | ------------------------- | ------- | --------- | --------- | ---------- |
| 1949 | 104.770     | 1.290.315   | 8,1         | 65         | 24         | 41         | 1.611                     |         | 21        | 145       | 31         |
| 1970 | 442.818     | 1.396.551   | 31,7        | 223        | 128        | 95         | 1.985                     |         | 139       | 424       | 59         |
| 1980 | 289.648     | 908.226     | 31,9        | 42         | 5          | 37         | 6.896                     |         | 51        | 110       | 40         |
| 1990 | 304.700     | 1.019.000   | 29,9        | 73         | 8          | 65         | 4.173                     |         | 97        | 226       | 40         |
| 1999 | 475.000     | 3.850.000   | 12,3        | 108        | 19         | 89         | 4.398                     |         | 118       | 189       | 39         |
| 2000 | 475.000     | 3.850.000   | 12,3        | 112        | 23         | 89         | 4.241                     |         | 118       | 189       | 39         |
| 2001 | 476.000     | 3.859.000   | 12,3        | 107        | 18         | 89         | 4.448                     |         | 118       | 189       | 39         |
| 2002 | 464.000     | 3.859.000   | 12,0        | 107        | 18         | 89         | 4.336                     |         | 124       | 189       | 41         |
| 2003 | 675.000     | 3.850.000   | 17,5        | 88         | 19         | 69         | 7.670                     |         | 125       | 210       | 40         |
| 2004 | 675.000     | 3.850.000   | 17,5        | 80         | 21         | 59         | 8.437                     |         | 115       | 214       | 40         |
| 2013 | 1.134.000   | 4.661.000   | 24,3        | 85         | 29         | 56         | 13.341                    |         | 232       | 147       | 44         |
| 2016 | 1.223.000   | 3.040.000   | 40,2        | 98         | 34         | 64         | 12.479                    |         | 172       | 147       | 44         |
| 2019 | 1.323.000   | 3.288.800   | 40,2        | 94         | 26         | 68         | 14.074                    |         | 226       | 148       | 46         |
| 2021 | 1.482.700   | 3.685.435   | 40,2        | 106        | 38         | 68         | 13.987                    |         | 226       | 148       | 46         |